# Dancing on the Ceiling
Dancing on the Ceiling ist das dritte Studioalbum von Lionel Richie, das im Juli 1986 erschien und nach dem gleichnamigen Song benannt wurde.

## Geschichte
Ursprünglich sollte das Album nach dem Song, der als erstes ausgekoppelt wurde, Say You, Say Me, benannt werden, doch aus verkaufsstrategischen Gründen wurde es nach dem Song Dancing on the Ceiling benannt. Obwohl das Album nicht an den Erfolg von Can’t Slow Down anknüpfen konnte, verkaufte es sich über 4 Millionen Mal und alle Songs außer Deep River Woman erreichten die Top-20 der Billboard-Hot-100-Charts. Im Gegensatz zum Vorgängeralbum ist das Album nicht sehr mit Balladen bestückt und enthält meist Pop-Elemente. In den Vereinigten Staaten schaffte es das Album an die Spitze der Album-Charts, dort löste es das Soundtrackalbum zu Top Gun ab und wurde davon auch wiederum abgelöst.

## Titelliste
1. Dancing on the Ceiling – 4:35 (Mike Frenchik, Richie, Carlos Rios)
2. Se La – 5:51 (Greg Phillinganes, Richie)
3. Ballerina Girl – 3:38 (Richie)
4. Don't Stop – 8:07 (John Barnes, Richie)
5. Deep River Woman – 4:39 (Richie)
6. Love Will Conquer All – 5:43 (Phillinganes, Richie, Cynthia Weil)
7. Tonight Will Be Alright – 5:10 (Richie)
8. Say You, Say Me – 4:03 (Richie)
9. Night Train (Smooth Alligator) – 4:58 (Walter Afanasieff, Jeffrey Cohen, Preston Glass, Narada Michael Walden)

## Besetzung
- Produzenten: Lionel Richie and James Anthony Carmichael
- Produktionsassistenten: Lyle Rappaport, Brenda Richie, Suzee Ikeda
- Engineers: Dana Jon Chapelle, Jim Cotton, David Egerton, Calvin Harris, Fred Law, Gordon Lyon, Steve MacMillan, Joe Scaife
- Mixing: Calvin Harris, Steve MacMillan
- "Night Train" produziert von Lionel Richie und Narada Michael Walden
- Drums, Percussion: Paulinho da Costa, Sheila E., Greg Phillinganes, Paul Leim, Lionel Richie, John Robinson, Narada Michael Walden
- Bass: Joe Chemay, Nathan East, Randy Jackson, Abraham Laboriel, Neil Stubenhaus
- Gitarren: Vernon "Ice" Black, Eric Clapton, Dave Cochran, Charles Fearing, Tim May, Steve Lukather, Carlos Rios, Louis Shelton
- Keyboard, Synthesizer: John Barnes, Dave Cochrane, Preston Glass, Michael Lang, Neil Larsen, Greg Phillinganes, Tiger Head Preston, Lionel Richie, Carlos Rios
- Programmierung: John Barnes, Greg Phillinganes, Narada Michael Walden
- Saxophon: Dave Cochran
- Begleitgesang: Alabama, Richard Marx, Suzee Ikeda, Billie Barnum, Carmen Twillie, Julia Waters Tillman, Maxine Waters Willard

## Rezeption
- 4 von 5 Sternen bei allmusic.com[3]
- „Der Zwiespalt ist offensichtlich auf der Platte, wenn Richie gute Musik hervorbringt, auch wenn er seinen schlechtesten Antrieben ein bisschen zu viel frönt.“ („This dichotomy is evident throughout the record, as Richie pulls out good music even if he indulges all of his worst impulses a little bit too much.“, All Music Guide)[4]

## Kommerzieller Erfolg

### Chartplatzierungen

#### Album
| ChartsChartplatzierungen       | Höchstplatzierung | Wochen |
| ------------------------------ | ----------------- | ------ |
| Deutschland (GfK)              | 5 (16 Wo.)        | 16     |
| Österreich (Ö3)                | 4 (14 Wo.)        | 14     |
| Schweiz (IFPI)                 | 2 (11 Wo.)        | 11     |
| Vereinigte Staaten (Billboard) | 1 (58 Wo.)        | 58     |
| Vereinigtes Königreich (OCC)   | 2 (53 Wo.)        | 53     |

| ChartsJahrescharts (1986) | Platzierung |
| ------------------------- | ----------- |
| Deutschland (GfK)         | 55          |

#### Singles
| Jahr | Titel                                        | Höchstplatzierung, Gesamtwochen, AuszeichnungChartplatzierungen (Jahr, Titel, , Platzierungen, Wochen, Auszeichnungen, Anmerkungen) | Höchstplatzierung, Gesamtwochen, AuszeichnungChartplatzierungen (Jahr, Titel, , Platzierungen, Wochen, Auszeichnungen, Anmerkungen) | Höchstplatzierung, Gesamtwochen, AuszeichnungChartplatzierungen (Jahr, Titel, , Platzierungen, Wochen, Auszeichnungen, Anmerkungen) | Höchstplatzierung, Gesamtwochen, AuszeichnungChartplatzierungen (Jahr, Titel, , Platzierungen, Wochen, Auszeichnungen, Anmerkungen) | Höchstplatzierung, Gesamtwochen, AuszeichnungChartplatzierungen (Jahr, Titel, , Platzierungen, Wochen, Auszeichnungen, Anmerkungen) | Anmerkungen                                        | [↑]: gemeinsam behandelt mit vorhergehendem Eintrag; [←]: in beiden Charts platziert |
| Jahr | Titel                                        | DE | AT | CH | UK | US | Anmerkungen                                        |                                                                                      |
| ---- | -------------------------------------------- | --- | --- | --- | --- | --- | -------------------------------------------------- | ------------------------------------------------------------------------------------ |
| 1985 | Say You, Say Me                              | DE12 (19 Wo.)DE | AT6 (16 Wo.)AT | CH1 (15 Wo.)CH | UK8 Silber · (13 Wo.)UK | US1 Gold · (20 Wo.)US | Erstveröffentlichung: Oktober 1985                 |                                                                                      |
| 1986 | Dancing on the Ceiling                       | DE13 (13 Wo.)DE | AT22 (6 Wo.)AT | CH6 (10 Wo.)CH | UK7 Platin · (11 Wo.)UK | US2 (17 Wo.)US | Erstveröffentlichung: Juni 1986                    |                                                                                      |
| 1986 | Love Will Conquer All / The Only One         | — | — | — | UK45 (5 Wo.)UK | US9 (18 Wo.)US | Erstveröffentlichung: Oktober 1986                 |                                                                                      |
| 1986 | Ballerina Girl                               | DE66 (4 Wo.)DE | — | — | UK17 (8 Wo.)UK | US7 (18 Wo.)US | Erstveröffentlichung: 6. Dezember 1986             |                                                                                      |
| 1986 | Deep River Woman[DE: ↑][AT: ↑][CH: ↑][UK: ↑] | DE66 (4 Wo.)DE | — | — | UK17 (8 Wo.)UK | US71 (8 Wo.)US | Erstveröffentlichung: 6. Dezember 1986 mit Alabama |                                                                                      |
| 1987 | Se La / Serves you Right                     | DE41 (7 Wo.)DE | — | — | UK43 (6 Wo.)UK | US20 (13 Wo.)US | Erstveröffentlichung: März 1987                    |                                                                                      |

### Auszeichnungen für Musikverkäufe
| Land/Region                  | Auszeichnungen für Musikverkäufe (Land/Region, Auszeichnung, Verkäufe) | Verkäufe  |
| ---------------------------- | ---------------------------------------------------------------------- | --------- |
| Belgien (BRMA)               | Gold                                                                   | 25.000    |
| Frankreich (SNEP)            | 2× Gold                                                                | 200.000   |
| Hongkong (IFPI/HKRIA)        | Platin                                                                 | 20.000    |
| Kanada (MC)                  | 3× Platin                                                              | 300.000   |
| Neuseeland (RMNZ)            | Platin                                                                 | 20.000    |
| Niederlande (NVPI)           | Platin                                                                 | 100.000   |
| Schweiz (IFPI)               | Gold                                                                   | 25.000    |
| Spanien (Promusicae)         | Gold                                                                   | 50.000    |
| Vereinigte Staaten (RIAA)    | 4× Platin                                                              | 4.000.000 |
| Vereinigtes Königreich (BPI) | 2× Platin                                                              | 600.000   |
| Insgesamt                    | 5× Gold · 11× Platin ·                                                 | 5.340.000 |

Hauptartikel: Lionel Richie/Auszeichnungen für Musikverkäufe